# Crew Dragon Demo-1
Crew Dragon Demo-1（公式にはCrew Demo-1、SpaceX Demo-1ないしDemonstration Mission-1）は、ドラゴン2宇宙船の初めての軌道試験。2019年3月2日の07:49:03 UTCに打ち上げられ、打ち上げ後24時間を少しだけ超えて2019年3月3日に国際宇宙ステーションに到着した。このミッションは、2019年3月8日 13:45:08 UTCの成功裡の着水を持って完了した。
Crew Demo-1で使用されたカプセルは、2019年4月20日の分離試験中に、LZ-1でスーパードラコ・エンジンに点火した際に想定外に破壊された。

## ミッション
宇宙船は国際宇宙ステーションへの有人輸送に必要なデータを提供するために、ISSへの接近と自動ドッキング手順を試験し、その後、ISSからのドッキング解除、再突入の全行程、着水と回収段階の試験を行った。生命維持システムは試験飛行の期間を通じてモニターされていた。このカプセルは飛行中脱出試験で再利用される予定だったが、スーパー・ドラコスラスターの地上燃焼試験中の事故で破壊された。
このミッションは、NASAの商業乗員輸送計画で契約されたスペースXのファルコン9ブロック5ロケットで打ち上げられた。当初の計画では、CCDev2のフライトは2015年前半が希望されていた。Demo-1は最終的には2016年12月以降実施が予定されていたが、その後、2017年を通じて何度か延期された。2019年1月17日にNASAから発表された最初の確定日時は2019年1月17日だったが、2019年2月まで遅延した。地上燃焼試験が2019年1月24日に行われ、打ち上げ日は2019年2月23日に設定された。ドラゴン2カプセルのテレメトリー、追跡およびコマンドに関するFCCへのスペースXの申請書によれば2019年1月の終わりまでに打ち上げは2019年3月2日以降に延期された。
Demo-1は2019年2月22日に飛行準備審査（FRR）を、2月27日に打上げ準備審査（LRR）を通過した。
Demo-1を搭載したファルコン9は、2019年2月28日の15:00 UTCごろにLC-39Aに運び出され、数時間後に直立状態とされた。宇宙船は2019年3月2日 07:49:03 UTCに打ち上げられ、2019年3月3日 10:51 UTCにISSに成功裡にドッキングした。
ドラゴン2宇宙船は2019年3月8日 07:32 UTCに無事ISSからドッキング解除した。カプセルはトランク部分と分離し、軌道離脱噴射を行ない、地球の大気圏に再突入して同日遅くの13:45:08 UTCに、フロリダ東岸沖およそ320 kmの大西洋に着水した。カプセルはスペースXの回収船GO Sercher（ミーガン）によって回収され、試験と搭載されたセンサーが収集したデータの解析のために合衆国本土に運ばれた。

## 積荷
ISSへ宇宙飛行士を運ぶ代わりに、この飛行ではスペースXの特製飛行服を着せられた人間型試験装置（ATD）が搭載された。このATDは、映画『エイリアン』シリーズでシガニー・ウィーバーが演じた登場人物にちなんでリプリーと名付けられた。カプセルは、実際に宇宙飛行士が搭乗し、およそ180 kgの補給品と「超ハイテク無重力インジケーター」（ぬいぐるみ）などの装備を搭載するときと同じ重量にされた。無重力インジケーターはドッキング解除後もISSに残されたが、リプリーは2019年3月8日に安全に地球に帰還した。

## ギャラリー

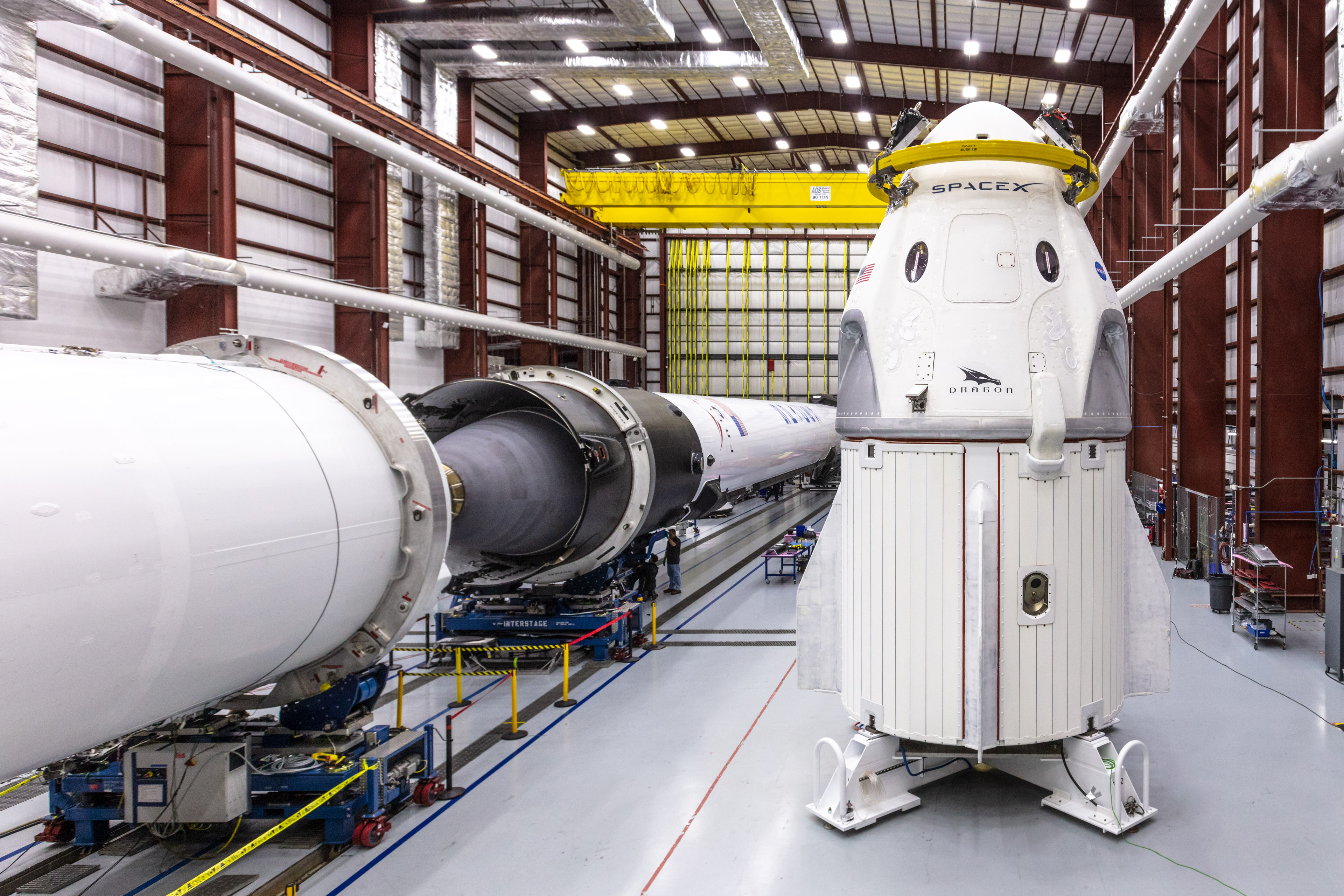
スペースXのLC39-A水平統合施設でのドラゴン2
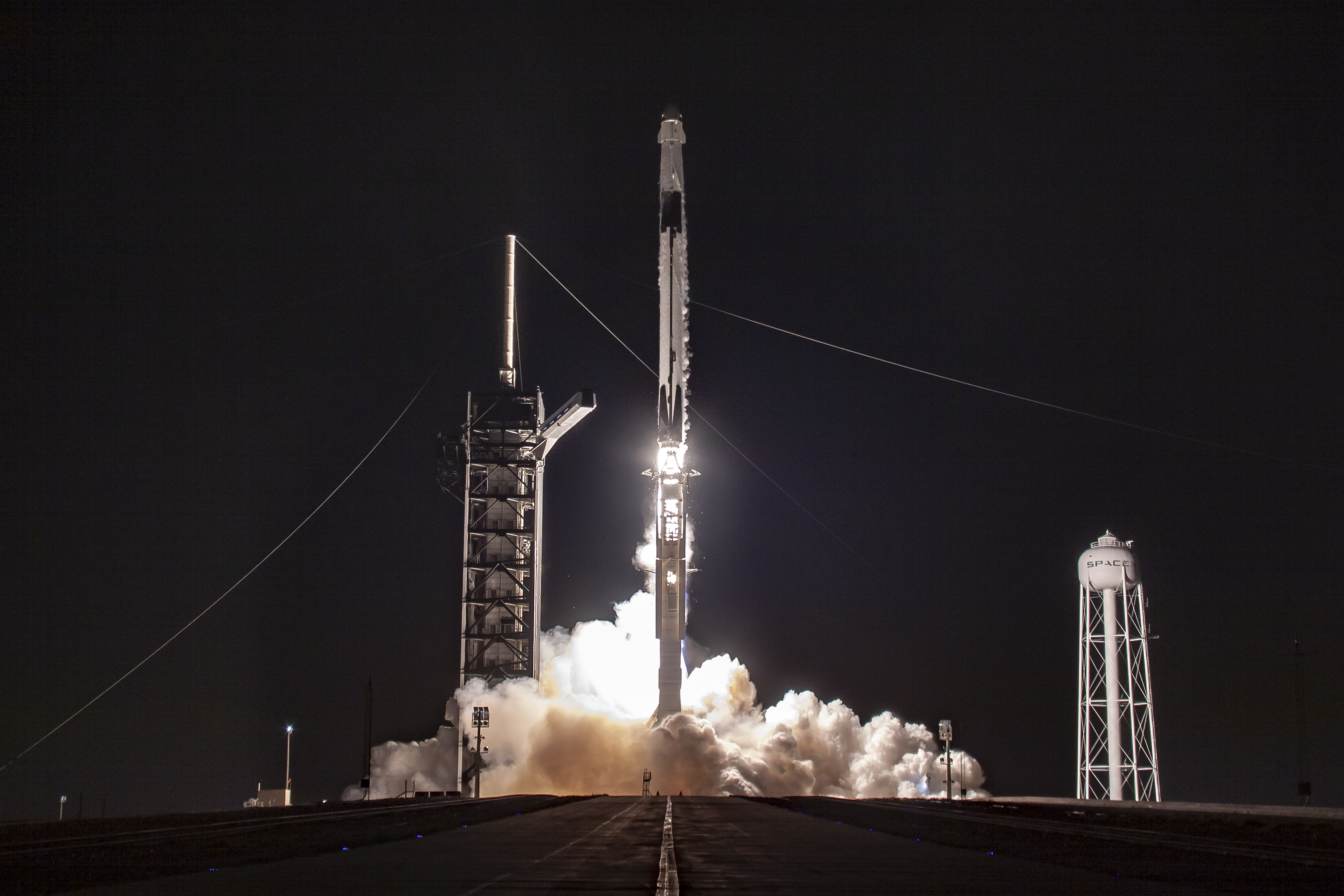
ケネディLC-39AからのC204の打ち上げ
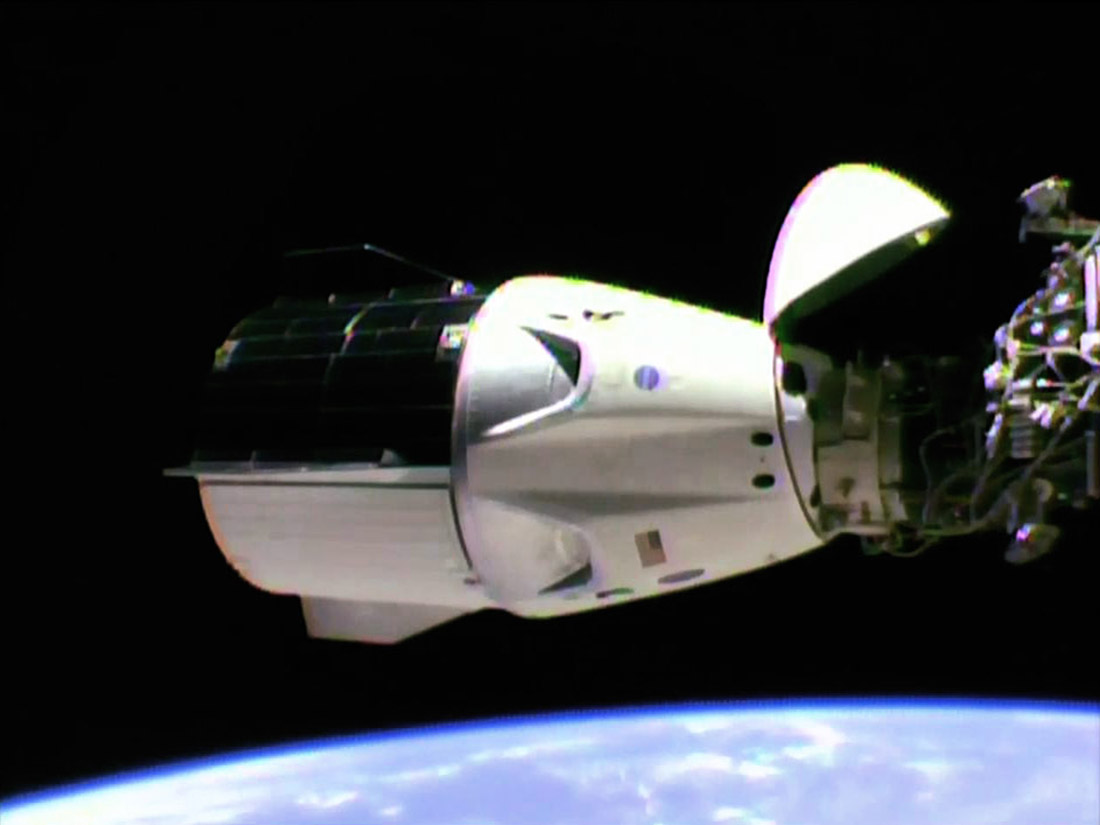
国際宇宙ステーションにドッキング中のドラゴン2
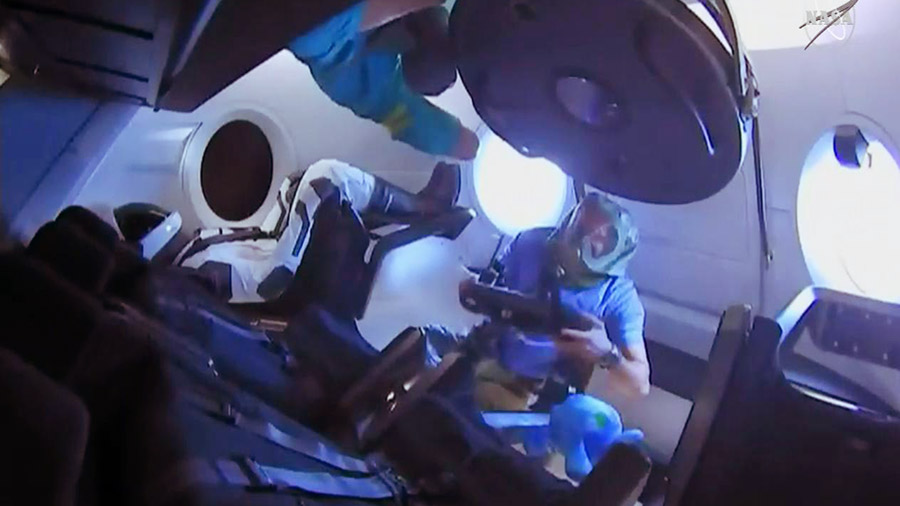
第58次長期滞在のクルーの初めてのドラゴン2への移乗。打ち上げ時の振動で発生した微小物質を吸い込まないように保護具を装着している